# 金性洙
金性洙（韓語：김성수，1891年10月11日—1955年2月18日），字判錫（판석），號仁村（인촌），出生於朝鮮全羅北道高敞郡富安面仁村里。本贯蔚山，日治时期的朝鲜半島实业家、独立运动家。大韓民国政治人物、教育家、新聞工作者。畢業於日本早稻田大学政治經濟學部。韓國東亞日報創立者之一，也是高丽大学和韩国民主党的建立者之一。1951年5月-1952年6月任第2任副總統。
他与同为留日学生的宋鎮禹、白南薰、許政、白宽洙、趙炳玉、尹潽善、張德秀等人亲密的关系，形成“金性洙系列”呼称的政治集团，得到奖学财团湖南学会（湖南財閥）的财政支援，韓國光复以后最具代表性的右翼政党韩民党成功创立，宋鎮禹、白宽洙、張德秀等担任韩民党的重要干部。
1945年12月27日的莫斯科三国外长会议的确定朝鲜信託統治方針，慎重派的宋鎮禹12月30日被暗殺後，金性洙担任韩民党总务。1951年5月，李承晚总统任命他担任副总统一职。当李承晚在1950年代成为独裁者时，金圣洙带头进行了争取民主的斗争，并于1955年去世。
南韓政府認為他與朝鮮總督府關係太親密，以此累積财富，2002年他被列为“亲日反民族行为真相调查委员会”所发表的亲日派708人名单之内，亦同时纳入“民族问题研究所”于2005年所整理的亲日派名单之内。
2011年11月20日，首尔行政法院对金性洙的曾孙对“亲日反民族行为真相调查委员会”将其曾祖父列为亲日派的无效诉讼予以否决，再次被韩国政府认定为反民族亲日派。

## 履歷

### 學歷
- 1908年10月　日本東京都小平市正则英语学校
- 1909年4月　東京都小平市錦城学校尋常中学校
- 1910年3月　東京都小平市錦城学校尋常中学校毕业
- 1910年4月　早稻田大学预科
- 1911年　早稻田大学政经学部
- 1914年　早稻田大学政治经济系毕业，歸国

### 生平
- 1914年　私立学校白山学校建立计划，因朝鲜总督府不同意而解散
- 1915年4月　中央高等普通学校财团引受
- 1915年　中央高等普通学校经济学敎师
- 中央高等普通学校校长
- 1919年　将家业改組成近代近代资本主义纺织企业——京城纺织株式会社
- 1919年　参加三一运动被逮捕，后释放。
- 1920年4月1日　创立东亚日报
- 1923年　与曹晩植等组织参与物产奖励运动
- 1932年3月出资扶助财政困难的普成专门学校，为高丽大学前身，同年6月就任校长
- 1937年　梨花女子大学校理事
- 1941年　反对日本创氏改名政策
- 1945年9月8日，朝鲜人民共和国内阁成立，被任命为文教部長，韩国民主党创党人之一
- 1946年　辞去高丽大学校长一职
- 1946年　南朝鲜过渡立法议院选举，出马落选
- 1947年　美国的杜鲁门总统发表杜鲁门主义，当时任韩民党总务的金性洙发无线电报称赞。
- 1948年　韩国民主党党首
- 1948年8月　韩国总理竞选落马
- 1951年5月17日　大韩民国第2代副总统
- 1952年5月29日　卸任大韩民国副总统
- 韩国民主党顾问
- 1955年2月18日逝世

## 外部連結
- 仁村記念館 Home Page

| 前任： 李始榮 | 韓國副總統 第2任:1951年5月17日-1952年5月29日上任 | 繼任： 咸台永 |